# San Marcos (Kalifornia)
San Marcos – miasto w Stanach Zjednoczonych, w stanie Kalifornia, w hrabstwie San Diego. Według spisu ludności przeprowadzonego przez United States Census Bureau, w roku 2010 miasto San Marcos zamieszkiwało 83 781 mieszkańców.